# James Clerk Maxwell Telescope
De James Clerk Maxwell Telescope (JCMT) is een submillimetertelescoop met een diameter van 15 meter op de slapende vulkaan Mauna Kea op het eiland Hawaï. De telescoop is een van de telescopen van het Mauna Kea-observatorium en staat op een hoogte van 4092 m.

## Joint Astronomy Centre
De eerste plannen voor de bouw van een submillimeter telescoop van de Research Councils van het Verenigd Koninkrijk stammen uit 1975. Er werd toen voorgesteld een 15-m telescoop te bouwen die zou kunnen meten tot een kleinste golflengte van 750 micrometer. Latere voorstellen resulteerden in een samenwerking met de Nederlandse Organisatie voor Zuiver-Wetenschappelijk Onderzoek (ZWO) die 20% van de kosten voor haar rekening zou nemen, en de kortste golflengte werd veranderd naar 450 micrometer. Om dit mogelijk te maken werd gekozen voor de locatie op Mauna Kea. Later trad Canada tot het samenwerkingsverband toe met een aandeel van 25%. Met de bouw is begonnen in 1983 en de telescoop is geopend in 1987. De telescoop is vernoemd naar de Schotse natuurkundige James Clerk Maxwell.
H werd bedreven vanuit Hilo door het Joint Astronomy Centre tot 2015. De Nederlandse betrokkenheid bij de JCMT eindigde in 2013, toen besloten werd dat Nederlandse activiteiten geconcentreerd moesten worden op waarnemingen met het Atacama Large Millimeter Array.

## East Asian Observatory
Vanaf maart 2015 wordt de JCMT vanuit Hilo bedreven door het East Asian Observatory, waarbij Japan, China, Taiwan en Zuid-Korea samenwerkten, samen met een aantal universiteiten uit het Verenigd Koninkrijk en Canada. 
Later traden ook andere landen toe tot het samenwerkingsverband, zoals Thailand, Vietnam, Maleisië, en Indonesië.

## Instrumenten en Onderzoek
De JCMT heeft twee soorten instrumenten: breedband continuüm-ontvangers en heterodyne-ontvangers voor de studie van spectraallijnen.
Met de continuüm-ontvanger SCUBA-2 kan de emissie van stof bij golflengten van 450 and 850 micrometer gemeten worden. Gemeten worden onder andere sterrenstelsels, moleculaire wolken en stervormingsgebieden, en sterren op de asymptotische reuzentak. In combinatie met de polarimeter POL-2 kan de polarisatie en daarmee het magnetisch veld in het interstellair medium bestudeerd worden. De voorganger van SCUBA-2, SCUBA, heeft een populatie sterrenstelsels ontdekt die veel stof bevatten en bekend zijn geworden als SCUBA galaxies.
Met de heterodyne-ontvangers worden interstellaire en circumstellaire moleculen gemeten in dezelfde gebieden. Hiermee kan de samenstelling van het moleculaire gas en de bewegingen ervan bestudeerd worden. 
In samenwerking met het Caltech Submillimeter Observatory werd met de JCMT voor het eerst interferometrie in het submillimeter-gebied gedaan. De JCMT maakt sinds het begin van het project deel uit van de Event Horizon Telescope.